# María Teresa Arévalo Caraballo
María Teresa Arévalo Caraballo (Ciudad Real, 27 de octubre de 1980) es una política española, diputada por Podemos en el Congreso durante la XII legislatura.

## Biografía
Nacida en Ciudad Real, creció en Miguelturra donde realizó sus estudios en el IES Campo de Calatrava. Tras superar la prueba de acceso a la universidad se trasladó a Madrid pero tuvo que regresar a Ciudad Real. Gracias al contacto con la Facultad de Ciencias Políticas inició su implicación en la militancia política y movimientos sociales. Durante la XI Legislatura ejerció como asistente parlamentaria de Podemos-En Comú Podem-En Marea. Parte del Consejo Ciudadano Estatal de Podemos, tras las elecciones generales de 2016, en las que era cabeza de lista, fue elegida diputada por Albacete al Congreso de los Diputados.